# Миракату
Миракату (порт. Miracatu)  —  муниципалитет в Бразилии, входит в штат Сан-Паулу. Составная часть мезорегиона Южное побережье штата Сан-Паулу. Входит в экономико-статистический  микрорегион Режистру. Население составляет 24 906 человек на 2006 год. Занимает площадь 1 000,736 км². Плотность населения — 24,9 чел./км².

## История
Город основан в 1872 году.

## Статистика
- Валовой внутренний продукт на 2003 составляет 119.149.280,00 реалов (данные: Бразильский институт географии и статистики).
- Валовой внутренний продукт на душу населения на 2003 составляет 5.017,02 реалов (данные: Бразильский институт географии и статистики).
- Индекс развития человеческого потенциала на 2000 составляет 0,748 (данные: Программа развития ООН).